# Anagyrus hippocoon
Anagyrus hippocoon är en stekelart som beskrevs av Trjapitzin 1965. Anagyrus hippocoon ingår i släktet Anagyrus och familjen sköldlussteklar. Inga underarter finns listade i Catalogue of Life.